# Grand Prix Belgii 2008
Wyniki Grand Prix Belgii, trzynastej rundy Mistrzostw Świata Formuły 1 w sezonie 2008.

## Wyniki

### Sesje treningowe
| Sesja | Nr | Kierowca        | Konstruktor | Czas     | Okr. |
| ----- | -- | --------------- | ----------- | -------- | ---- |
| 1     | 2  | Felipe Massa    | Ferrari     | 1:47.284 | 26   |
| 2     | 5  | Fernando Alonso | Renault     | 1:48.454 | 21   |
| 3     | 3  | Nick Heidfeld   | BMW Sauber  | 1:47.876 | 19   |

### Kwalifikacje
| 1 | 22 | Lewis Hamilton       | McLaren-Mercedes    | 1:46.887 | 1:46.088 | 1:47.338 |
| 2 | 2 | Felipe Massa         | Ferrari             | 1:46.873 | 1:46.391 | 1:47.678 |
| 3 | 23 | Heikki Kovalainen    | McLaren-Mercedes    | 1:46.812 | 1:46.037 | 1:47.815 |
| 4 | 1 | Kimi Räikkönen       | Ferrari             | 1:46.960 | 1:46.298 | 1:47.992 |
| 5 | 3 | Nick Heidfeld        | BMW Sauber          | 1:47.419 | 1:46.311 | 1:48.315 |
| 6 | 5 | Fernando Alonso      | Renault             | 1:47.154 | 1:46.491 | 1:48.504 |
| 7 | 10 | Mark Webber          | Red Bull-Renault    | 1:47.270 | 1:46.814 | 1:48.736 |
| 8 | 4 | Robert Kubica        | BMW Sauber          | 1:47.093 | 1:46.494 | 1:48.763 |
| 9 | 14 | Sébastien Bourdais   | Toro Rosso-Ferrari  | 1:46.777 | 1:46.544 | 1:48.951 |
| 10 | 15 | Sebastian Vettel     | Toro Rosso-Ferrari  | 1:47.152 | 1:46.804 | 1:50.319 |
| 11 | 11 | Jarno Trulli         | Toyota              | 1:47.400 | 1:46.949 |          |
| 12 | 6 | Nelson Piquet Jr.    | Renault             | 1:47.052 | 1:46.965 |          |
| 13 | 12 | Timo Glock           | Toyota              | 1:47.359 | 1:46.995 |          |
| 14 | 9 | David Coulthard      | Red Bull-Renault    | 1:47.132 | 1:47.018 |          |
| 15 | 7 | Nico Rosberg         | Williams-Toyota     | 1:47.503 | 1:47.429 |          |
| 16 | 17 | Rubens Barrichello   | Honda               | 1:48.153 |          |          |
| 17 | 16 | Jenson Button        | Honda               | 1:48.211 |          |          |
| 18 | 20 | Adrian Sutil         | Force India-Ferrari | 1:48.226 |          |          |
| 19 | 8 | Kazuki Nakajima      | Williams-Toyota     | 1:48.268 |          |          |
| 20 | 21 | Giancarlo Fisichella | Force India-Ferrari | 1:48.447 |          |          |
| Poz. | Nr | Kierowca             | Konstruktor         | Q1       | Q2       | Q3       |
| \| Legenda \| Legenda \| \| ---------------- \| -------------------------------------------------------------------------------------------------------------------------------------------------------------------------------------------------------- \| \| Poz. Nr Q1 Q2 Q3 \| Pozycja zajęta w sesji kwalifikacyjnej Numer startowy kierowcy Wynik uzyskany w pierwszej części kwalifikacji Wynik uzyskany w drugiej części kwalifikacji Wynik uzyskany w trzeciej części kwalifikacji \| | |                      |                     |          |          |          |
| Legenda | |                      |                     |          |          |          |
| Poz. Nr Q1 Q2 Q3 | Pozycja zajęta w sesji kwalifikacyjnej Numer startowy kierowcy Wynik uzyskany w pierwszej części kwalifikacji Wynik uzyskany w drugiej części kwalifikacji Wynik uzyskany w trzeciej części kwalifikacji |                      |                     |          |          |          |

### Wyścig

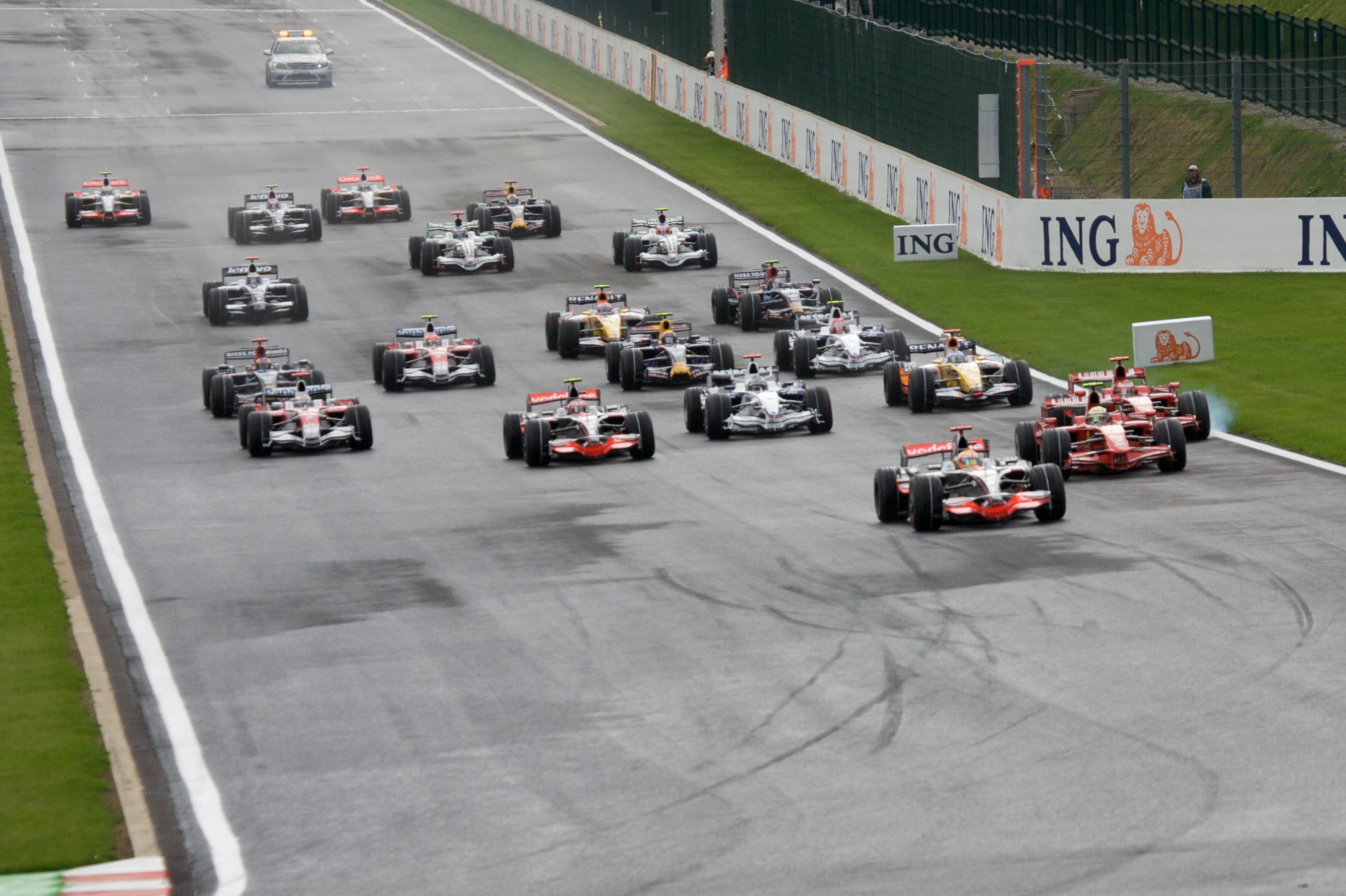
Kierowcy po starcie wyścigu

| P                 | + / – | Nr | Kierowca             | Konstruktor         | Okr. | Czas / Strata | Komentarz       |
| ----------------- | ----- | -- | -------------------- | ------------------- | ---- | ------------- | --------------- |
| 1                 | 1     | 2  | Felipe Massa         | Ferrari             | 44   | 1h22m59.394   |                 |
| 2                 | 3     | 3  | Nick Heidfeld        | BMW Sauber          | 44   | +0:09.383     |                 |
| 3                 | 2     | 22 | Lewis Hamilton       | McLaren-Mercedes    | 44   | +0:10.539     |                 |
| 4                 | 2     | 5  | Fernando Alonso      | Renault             | 44   | +0:14.478     |                 |
| 5                 | 5     | 15 | Sebastian Vettel     | Toro Rosso-Ferrari  | 44   | +0:14.576     |                 |
| 6                 | 2     | 4  | Robert Kubica        | BMW Sauber          | 44   | +0:15.037     |                 |
| 7                 | 2     | 14 | Sébastien Bourdais   | Toro Rosso-Ferrari  | 44   | +0:16.735     |                 |
| 8                 | 1     | 10 | Mark Webber          | Red Bull-Renault    | 44   | +0:42.776     |                 |
| 9                 | 4     | 12 | Timo Glock           | Toyota              | 44   | +1:07.045     |                 |
| 10                | 7     | 23 | Heikki Kovalainen    | McLaren-Mercedes    | 43   | +1 okr.       | układ napędowy  |
| 11                | 3     | 9  | David Coulthard      | Red Bull-Renault    | 43   | +1 okr.       |                 |
| 12                | 3     | 7  | Nico Rosberg         | Williams-Toyota     | 43   | +1 okr.       |                 |
| 13                | 5     | 20 | Adrian Sutil         | Force India-Ferrari | 43   | +1 okr.       |                 |
| 14                | 5     | 8  | Kazuki Nakajima      | Williams-Toyota     | 43   | +1 okr.       |                 |
| 15                | 2     | 16 | Jenson Button        | Honda               | 43   | +1 okr.       |                 |
| 16                | 5     | 11 | Jarno Trulli         | Toyota              | 43   | +1 okr.       |                 |
| 17                | 3     | 21 | Giancarlo Fisichella | Force India-Ferrari | 43   | +1 okr.       |                 |
| 18                | 14    | 1  | Kimi Räikkönen       | Ferrari             | 42   | +2 okr.       | wypadek         |
| Niesklasyfikowani |       |    |                      |                     |      |               |                 |
|                   |       | 17 | Rubens Barrichello   | Honda               | 19   |               | skrzynia biegów |
|                   |       | 6  | Nelson Piquet Jr.    | Renault             | 13   |               | wypadek         |
| P                 | + / – | Nr | Kierowca             | Konstruktor         | Okr. | Czas / Strata | Komentarz       |

### Najszybsze okrążenie
| Nr | Kierowca       | Konstruktor | Czas     | Okr. |
| -- | -------------- | ----------- | -------- | ---- |
| 1  | Kimi Räikkönen | Ferrari     | 1:47.930 | 24   |

## Lista startowa
| Nr | Kierowca             | Zespół                    | Samochód           | Silnik                    | Opony |
| -- | -------------------- | ------------------------- | ------------------ | ------------------------- | ----- |
| 1  | Kimi Räikkönen       | Scuderia Ferrari Marlboro | Ferrari F2008      | Ferrari 056 2,4l V8       | B     |
| 2  | Felipe Massa         | Scuderia Ferrari Marlboro | Ferrari F2008      | Ferrari 056 2,4l V8       | B     |
| 3  | Nick Heidfeld        | BMW Sauber F1 Team        | BMW F1.08          | BMW P86/8 2,4l V8         | B     |
| 4  | Robert Kubica        | BMW Sauber F1 Team        | BMW F1.08          | BMW P86/8 2,4l V8         | B     |
| 5  | Fernando Alonso      | ING Renault F1 Team       | Renault R28        | Renault RS27-2008 2,4l V8 | B     |
| 6  | Nelson Piquet Jr.    | ING Renault F1 Team       | Renault R28        | Renault RS27-2008 2,4l V8 | B     |
| 7  | Nico Rosberg         | AT&T Williams F1 Team     | Williams FW30      | Toyota RVX-08 2,4l V8     | B     |
| 8  | Kazuki Nakajima      | AT&T Williams F1 Team     | Williams FW30      | Toyota RVX-08 2,4l V8     | B     |
| 9  | David Coulthard      | Red Bull Racing           | Red Bull RB4       | Renault RS27-2008 2,4l V8 | B     |
| 10 | Mark Webber          | Red Bull Racing           | Red Bull RB4       | Renault RS27-2008 2,4l V8 | B     |
| 11 | Jarno Trulli         | Panasonic Toyota Racing   | Toyota TF108       | Toyota RVX-08 2,4l V8     | B     |
| 12 | Timo Glock           | Panasonic Toyota Racing   | Toyota TF108       | Toyota RVX-08 2,4l V8     | B     |
| 14 | Sébastien Bourdais   | Scuderia Toro Rosso       | Toro Rosso STR02B  | Ferrari 056 2,4l V8       | B     |
| 15 | Sebastian Vettel     | Scuderia Toro Rosso       | Toro Rosso STR02B  | Ferrari 056 2,4l V8       | B     |
| 16 | Jenson Button        | Honda Racing F1 Team      | Honda RA108        | Honda RA808E 2,4l V8      | B     |
| 17 | Rubens Barrichello   | Honda Racing F1 Team      | Honda RA108        | Honda RA808E 2,4l V8      | B     |
| 20 | Adrian Sutil         | Force India F1 Team       | Force India VJM-01 | Ferrari 056 2,4l V8       | B     |
| 21 | Giancarlo Fisichella | Force India F1 Team       | Force India VJM-01 | Ferrari 056 2,4l V8       | B     |
| 22 | Lewis Hamilton       | Vodafone McLaren Mercedes | McLaren MP4-23     | Mercedes FO108V 2,4l V8   | B     |
| 23 | Heikki Kovalainen    | Vodafone McLaren Mercedes | McLaren MP4-23     | Mercedes FO108V 2,4l V8   | B     |
| Nr | Kierowca             | Zespół                    | Samochód           | Silnik                    | Opony |

## Klasyfikacja po wyścigu

### Kierowcy
| P  | +/− | Kierowca             | Starty | Punkty | P1 | P2 | P3 | PP | NO | NS |
| -- | --- | -------------------- | ------ | ------ | -- | -- | -- | -- | -- | -- |
| 1  | 0   | Lewis Hamilton       | 13     | 76     | 4  | 2  | 2  | 5  | -  | 1  |
| 2  | 0   | Felipe Massa         | 13     | 74     | 5  | 1  | 2  | 4  | 1  | 2  |
| 3  | +1  | Robert Kubica        | 13     | 58     | 1  | 2  | 2  | 1  | -  | 2  |
| 4  | −1  | Kimi Räikkönen       | 13     | 57     | 2  | 2  | 2  | 2  | 8  | 2  |
| 5  | +1  | Nick Heidfeld        | 13     | 49     | -  | 4  | -  | -  | 2  | -  |
| 6  | −1  | Heikki Kovalainen    | 13     | 43     | 1  | -  | 1  | 1  | 2  | 1  |
| 7  | 0   | Jarno Trulli         | 13     | 26     | -  | -  | 1  | -  | -  | 1  |
| 8  | 0   | Fernando Alonso      | 13     | 23     | -  | -  | -  | -  | -  | 3  |
| 9  | 0   | Mark Webber          | 13     | 19     | -  | -  | -  | -  | -  | 2  |
| 10 | 0   | Timo Glock           | 13     | 15     | -  | 1  | -  | -  | -  | 3  |
| 11 | 0   | Nelson Piquet Jr.    | 13     | 13     | -  | 1  | -  | -  | -  | 7  |
| 12 | +2  | Sebastian Vettel     | 13     | 13     | -  | -  | -  | -  | -  | 6  |
| 13 | −1  | Rubens Barrichello   | 13     | 11     | -  | -  | 1  | -  | -  | 4  |
| 14 | −1  | Nico Rosberg         | 13     | 9      | -  | -  | 1  | -  | -  | 2  |
| 15 | 0   | Kazuki Nakajima      | 13     | 8      | -  | -  | -  | -  | -  | 2  |
| 16 | 0   | David Coulthard      | 13     | 6      | -  | -  | 1  | -  | -  | 3  |
| 17 | +1  | Sébastien Bourdais   | 13     | 4      | -  | -  | -  | -  | -  | 4  |
| 18 | −1  | Jenson Button        | 13     | 3      | -  | -  | -  | -  | -  | 4  |
| 19 | 0   | Giancarlo Fisichella | 13     | -      | -  | -  | -  | -  | -  | 5  |
| 20 | +1  | Adrian Sutil         | 13     | -      | -  | -  | -  | -  | -  | 8  |
| 21 | −1  | Takuma Satō          | 4      | -      | -  | -  | -  | -  | -  | 1  |
| 22 | 0   | Anthony Davidson     | 4      | -      | -  | -  | -  | -  | -  | 2  |
| P  | +/− | Kierowca             | Starty | Punkty | P1 | P2 | P3 | PP | NO | NS |

### Konstruktorzy
| P  | +/− | Konstruktor         | Starty | Punkty | P1 | P2 | P3 | PP | NO | NS |
| -- | --- | ------------------- | ------ | ------ | -- | -- | -- | -- | -- | -- |
| 1  | 0   | Ferrari             | 26     | 131    | 7  | 3  | 4  | 6  | 9  | 4  |
| 2  | 0   | McLaren-Mercedes    | 26     | 119    | 5  | 2  | 3  | 6  | 2  | 2  |
| 3  | 0   | BMW Sauber          | 26     | 107    | 1  | 6  | 2  | 1  | 2  | 2  |
| 4  | 0   | Toyota F1           | 26     | 41     | -  | 1  | 1  | -  | -  | 4  |
| 5  | 0   | Renault             | 26     | 36     | -  | 1  | -  | -  | -  | 10 |
| 6  | 0   | Red Bull-Renault    | 26     | 25     | -  | -  | 1  | -  | -  | 5  |
| 7  | 0   | Williams-Toyota     | 26     | 17     | -  | -  | 1  | -  | -  | 4  |
| 8  | +1  | Toro Rosso-Ferrari  | 26     | 17     | -  | -  | -  | -  | -  | 10 |
| 9  | −1  | Honda               | 26     | 14     | -  | -  | 1  | -  | -  | 8  |
| 10 | 0   | Force India-Ferrari | 26     | -      | -  | -  | -  | -  | -  | 13 |
| 11 | 0   | Super Aguri-Honda   | 8      | -      | -  | -  | -  | -  | -  | 3  |
| P  | +/− | Konstruktor         | Starty | Punkty | P1 | P2 | P3 | PP | NO | NS |

## Prowadzenie w wyścigu
| Nr                              | Kierowca       | Okrążenia          | Suma |
| ------------------------------- | -------------- | ------------------ | ---- |
| 1                               | Kimi Räikkönen | 2-12, 14-25, 29-42 | 37   |
| 2                               | Felipe Massa   | 13, 26-28          | 4    |
| 22                              | Lewis Hamilton | 1, 43-44           | 3    |
| \| Wykres \| \| ------ \| \| \| |                |                    |      |
| Wykres                          |                |                    |      |
|                                 |                |                    |      |